# Bundesstraße 262
Die deutsche Bundesstraße 262 (Abkürzung: B 262) besteht aus zwei etwa 100 Kilometer voneinander entfernten kurzen Teilstücken.

## Teilstücke

### Rheinland-Pfalz
Das nördliche Teilstück liegt in Rheinland-Pfalz in der Eifel. Dort verbindet die B 262 die A 61 (AS Mendig) mit der A 48 (AS Mayen) und verkürzt damit die Verbindung Trier – Köln. In dieser Eigenschaft gehört sie zur Ersatzroute für den Lückenschluss der A 1.  Sie ist in Teilen als autobahnähnliche Straße im 2+1-System geführt.

### Hessen

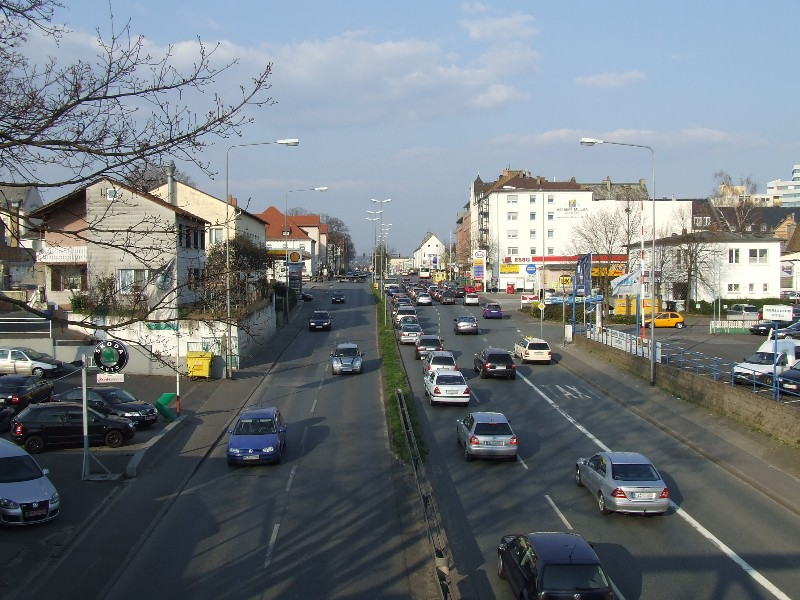
Die Schiersteiner Straße von der Eisenbahnbrücke der Aartalbahn aus gesehen.

Das südliche Teilstück liegt in Hessen und verbindet in der Wiesbadener Innenstadt als Schiersteiner Straße den 1. Ring (B 54) mit dem Beginn der A 643 nach Mainz.